# Magali Pache
Magali Pache (* 11. Juni 1978 in Matran; † 3. September 2000 in Saint-Amand-Montrond, Frankreich) war eine Schweizer Radrennfahrerin.
1999 wurde Magali Pache Schweizer Juniorenmeisterin im Einzelzeitfahren auf der Strasse. 1999 belegte sie bei den nationalen Meisterschaften im Omnium auf der Bahn Platz drei.
Im Jahr 2000 wurde Pache Schweizer Meisterin im Omnium. Eine Woche später startete sie bei der Trophée d’Or Féminin in Frankreich. Nach der Beendigung einer Etappe wurde sie, mit dem Rad auf dem Weg zu ihrem Hotel, von einem Auto angefahren und tödlich verletzt. Das Unfallauto fuhr auch auf einen Mannschaftswagen auf, und zwei darin sitzende Radrennfahrerinnen wurden bei dem Aufprall verletzt. Der Autofahrer wurde verhaftet.
2005 wurde zur Erinnerung an Magali Pache von ihrer Familie und Freunden eine nach ihr benannte Stiftung zur Unterstützung des Frauenradsports gegründet. Von 2001 bis 2010 wurde im Rahmen der Tour de Romandie sieben Mal das Einladungsrennen Grand Prix de Suisse-Souvenir Magali Pache ausgetragen, ein Einzelzeitfahren für Frauen.